# خورشید نیمه‌شب

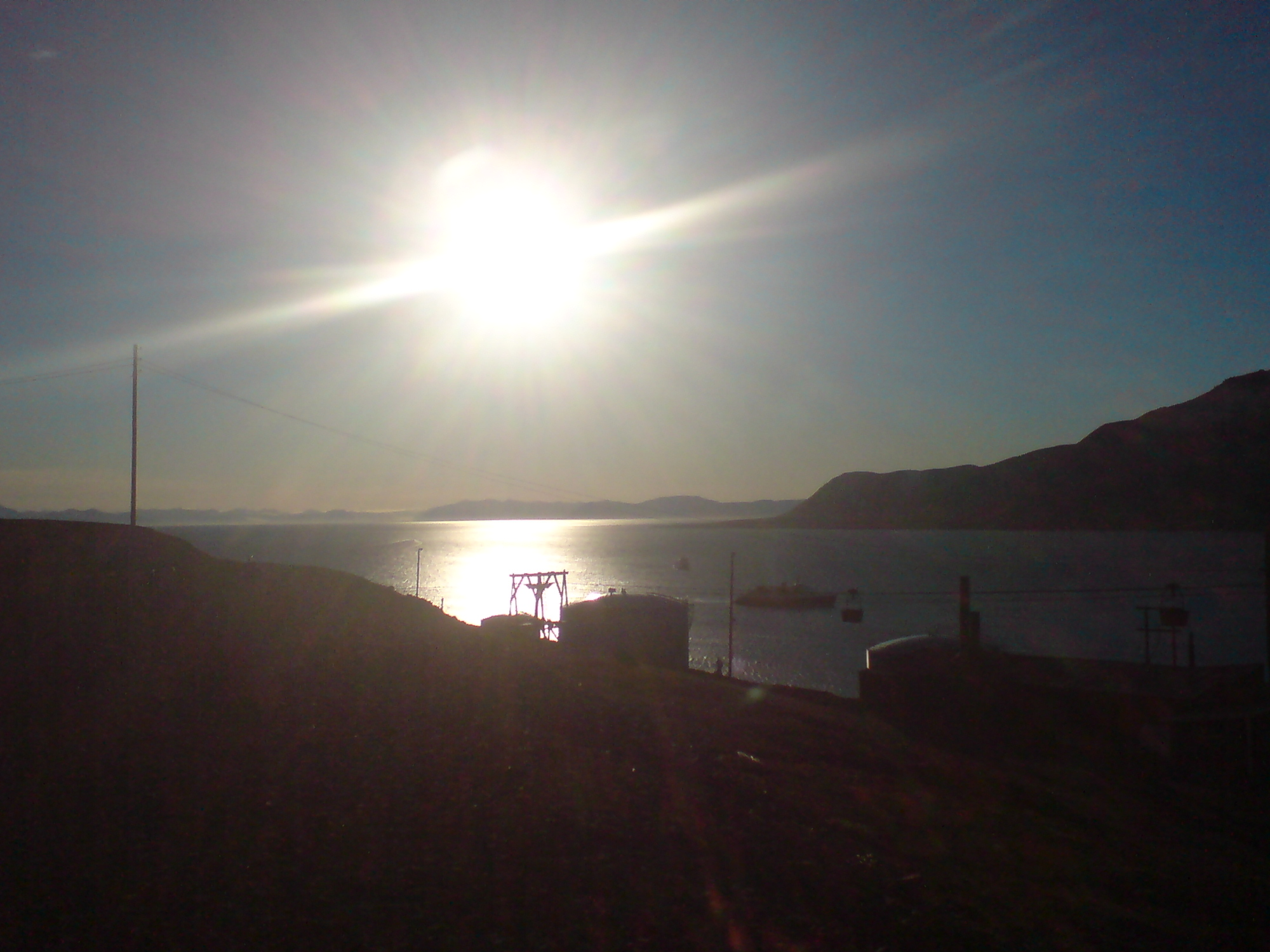
درخشش خورشید نیمه شب در شهر لانگ یربییِن واقع در مجمع‌الجزایر سوالبارد در شمالگان

خورشید نیمه شب یک پدیده طبیعی است که در ماه‌های تابستانی در عرض‌های جغرافیایی شمالی در محدوده شمال مدار قطبی شمال و همچنین در زمستان در عرض‌های جغرافیای جنوبی مدار قطب‌جنوب رخ می‌دهد. در این رخداد طبیعی، خورشید در موضع مکانی خود در هنگام نیمه شب واضح و آشکار است. در آب و هوای مساعد و صاف، بیشتر مواقع خورشید به مدت ۲۴ ساعت به شکل پیوسته در شمال مدار قطب شمال و جنوب مدار قطب جنوب، پیدا و هویدا است. سرزمین‌های نزدیک تر به قطب بیشتر شاهد این پدیده هستند و با نزدیک‌تر شدن به قطب، این پدیده در روزهای بیشتری رخ می‌دهد.
در جنوب مدار قطب جنوب کسی زندگی نمی‌کند، در نتیجه این پدیده فقط توسط مردم نواحی شمالی و قطبی نظیر سرزمین‌های نوناووت، یوکان و نورت وست تریتوریز (کانادا)، گرینلند (دانمارک)، سوالبارد (نروژ)، آلاسکا (آمریکا) و بخشی از دیگر کشورها مانند فنلاند، سوئد، ایسلند و روسیه مشهود است. یک چهارم کشور فنلاند در بالای مدار قطب شمال قرار دارد و در شمالی‌ترین نقطه کشور، خورشید به مدت ۶۰ روز در طول تابستان غروب نمی‌کند. در سوالبارد نروژ که شمالی‌ترین منطقه مسکونی قاره اروپا است، از ۱۹ آوریل تا ۲۳ آگوست یعنی ۱۲۷ روز خورشید در آسمان می‌درخشد. این پدیده هر چه به سمت قطب پیش می‌رود تشدید شده تا اینکه در نقطه قطب ۶ ماه شب و ۶ ماه روز است، به عبارتی به مدت ۶ ماه خورشید غروب نمی‌کند.